# Pohlia barbuloides
Pohlia barbuloides là một loài rêu trong họ Bryaceae. Loài này được Ochi mô tả khoa học đầu tiên năm 1985.